# بني اخلوك (بني خلوڭ)
بني اخلوك هي إحدى مشيخات المملكة المغربية، تتبع جغرافيا لإقليم سطات وإداريًا لبني خلوڭ. يقدر عدد سكانها بـ 7895 نسمة حسب الإحصاء الرسمي للسكان والسكنى لسنة 2004.